# 三好行雄
三好 行雄（みよし ゆきお、1926年〈大正15年〉1月2日 - 1990年〈平成2年〉5月20日）は、日本の国文学者。東京大学名誉教授。近代文学を幅広く研究し、学界の中心的存在と目された。作品論の提唱者とされる。

## 略歴
福岡県飯塚町（現・飯塚市）に生まれる。第五高等学校理科卒業、九州帝国大学理学部入学ののち、新制東京大学文学部国文学科に入学。同大学大学院修了後、1955年（昭和30年）より共立女子大学専任講師、助教授、1959年（昭和34年）立教大学助教授を経て、1962年（昭和37年）東大国文科助教授となる。東大国文科で初めての近代専攻の教員だった。1972年（昭和47年）同教授。1981年（昭和56年）文学部長。1986年（昭和61年）定年退官後は大妻女子大学教授、1989年（平成元年）昭和女子大学教授となる。
1989年11月3日に開館した山梨県立文学館の初代館長を務めるが、急性骨髄性白血病のため在任中に急逝。後任は紅野敏郎が就いた。

## 研究
日本近代文学は、私立大学、また東大教養学部の吉田精一などが行っていたが、三好は「作品論」という領域を提唱し、教養学部教授の越智治雄と、東大における近代文学研究の両輪となった。しかし1977年（昭和52年）には、関西大学の谷沢永一から「方法論論争」で厳しい批判を受けた。
また1986年（昭和61年）から1987年（昭和62年）には、のちに東大教授となる小森陽一と夏目漱石の「こころ」をめぐって論争を行った。旧来の「実証派」と、新しい「理論派」に挟撃され、近代文学研究の困難を背負った。越智、前田愛に続いての三好の急逝は、国文学界で「近代の人は呪われているようですね」と言われた。

## 著書
- 『島崎藤村論』（至文堂、1966、のち筑摩書房、1984）
- 『作品論の試み』（至文堂、1967）
- 『日本文学の近代と反近代』（東京大学出版会、1972）
- 『日本の近代文学』（塙書房、1972）
- 『現代文学への証言 三好行雄対談集』（学燈社、1974）
- 『芥川竜之介論』（筑摩書房、1976）
- 『鴎外と漱石 明治のエートス』（力富書房、1983）
- 『近代の抒情』（塙書房、1990）
- 『三好行雄著作集』全7巻 （筑摩書房、1993）
- 『近代文学研究とは何か―三好行雄の発言』（勉誠出版、2002）